# Herne
Herne (pronunciación en alemán: /ˈhɛʁnə/ⓘ) es una ciudad del estado federado de Renania del Norte-Westfalia en Alemania. Está situada en la región del Ruhr, exactamente entre las ciudades de Bochum y Gelsenkirchen. Al igual que la mayor parte de las otras ciudades de la región, Herne era una pequeña villa hasta el siglo XIX, pero su crecimiento se dio gracias al comienzo de la minería del carbón y la producción de acero. Actualmente Herne también incluye los poblados de Wanne y Eickel. En el mes de agosto se celebra el Cranger Kirmes, el segundo festival más grande de Alemania, con alrededor de 4 500 000 visitantes al año. Sus orígenes se remontan al siglo XV. Comienza oficialmente el primer viernes del mes de agosto.